# Station Otok
Station Otok is een spoorwegstation in de Poolse plaats Otok.